# Бріхад-бхагаватамріта
«Бріхад-бхагаватамріта» — санскритський текст XVI століття, священний для послідовників індуїстській традиції гаудія-вайшнавізму. Поряд з «Харі-бхакті-Віласом» входить до числа найважливіших праць крішнаїтського богослова і святого Санатани Госвамі. У той час як у «Харі-бхакті-Віласом» викладено настанови з вайшнавскої поведінки та ритуалів, отримані Санатаною Госвамі від Чайтаньї, в «Бріхад-бхагаватамріті» проводиться аналіз вчення Чайтаньї в онтологічному і метафізичному ракурсі. 
У першій частині «Бріхад-бхагаватамріти» Санатана Госвамі описав розмову між Парікшітом і його матір'ю Уттарою. Бесіда відбулася після того, як Парікшіт почув «Бхагават-пурану» від Шукадеви Госвамі. Уттара попросила свого сина пояснити суть «Бхагават-пурана», і Парікшіт розкрив їй потаємні сходи бгакті. Він розповів історію про те, як Нарада шукав самого близького відданого Крішни. Великий ріші почав свій пошук з відданих Крішни, чия бгакті змішана з кармою і джнаною (Брахма і Шива), потім піднявся до Шанта-раси (Прахлада), дасья-раси (Хануман), сакхья-раси (Арджуна) і нарешті дійшов до самого дорогого відданого Крішни - Уддхави, який прагнув перебувати під Вріндаване і який показав, що найвищим рівнем бгакті є любов пастушок-Гопі до Крішни. 
Друга частина «Бріхад-бхагаватамріти» оповідає про славу і блаженстві духовного світу Голоки, а також про процес зречення від матеріального світу, про істинне знання, бхакті-йогу, любов до Крішни і виконання вищого призначення життя. У другій частині міститься розповідь про мандри пастушка, який отримавши мантру від жителя Вріндавана, подорожує з одного планетної системи на іншу, досліджуючи різні рівні свідомості живих істот. Його духовна одіссея починається на Землі, продовжується на райських планетах, Брахмалоці, в брахмаджьоті, на Шівалоці, Вайкунтсі, Айодхьї, Двараці, Матхурі і нарешті Голоці, де він усвідомлює своє вічне становище в лілах Крішни, в сакхья-расі. 
У «Бріхад-бхагаватамріті» містяться описи різних категорій вірних Крішни: близьких вірних, найближчихвірних і досконалих вірних. Бгактіведанта Свамі Прабхупада у своєму коментарі до «Чайтанья-чарітамріті» (Аді-ліла, 5,203) пише, що «Бріхад-бхагаватамріту» повинен прочитати «кожен хто хоче дізнатися про вірних, віддане служіння й Крішну»